# Jurij Lebeděv
Jurij Vasiljevič Lebeděv, rusky Юрий Васильевич Лебедев (* 1. března 1951 v Moskvě) je bývalý ruský hokejový útočník.

## Hráčská kariéra
Moskevský rodák a odchovanec tamního klubu CSKA Moskva, debutoval v ročníku 1969/70, ve čtrnácti zápasech dokonce vstřelil dvě branky a CSKA Moskva se stala mistrem sovětská ligy. V průběhu sezony reprezentoval sovětský svaz na Mistrovství Evropy juniorů, ze kterého si přivezl zlatou medaili. Následující ročník v hlavním kádru CSKA Moskva odehrál pouze sedm zápasů a CSKA Moskva obhájila titul mistra ligy. Za SKA MWO Kalinin strávil většinu sezony. V Moskvě nadále setrval, pouze změnil klub za Křídla Sovětů Moskva, ve kterém se stal jedním z nejlepších hráčů v historii klubu. V ročníku 1973/74 se potřetí stal mistrem sovětské ligy, pro klub Křídla Sovětů to byl teprve druhý a poslední titul. Za Křídla Sovětů odehrál celkem 13 sezon v období 1971/85. Výjimkou byl ročník 1982/83, ve kterém si odskočil do nižší německé soutěže, ve kterém působil v klubu Hamburger SV jako hrající trenér.
Poprvé reprezentoval sovětský svaz 6. září 1972 proti Kanadě v Série století. Celkem Jurij Lebeděv reprezentoval sbornou 6x na mistrovství světa (6 zlatých medailích), 1x v Kanadském poháru (3. místo) a 1x v Zimních olympijských hrách (stříbrná medaile). Celkem tak odehrál 127 zápasů v nichž vstřelil 25 branek. Poslední zápas odehrál 22. dubna 1981 proti Kanadě v mistrovství světa.

## Trenérská kariéra
Jako asistent hlavního trenéra Igora Dmitrijeva v Křídlech Sovětů Moskva se objevil v ročníku 1988/89. Tuto funkci nadále vykonával i pro následující ročník. V organizaci klubů nadále působil i jako generální manažer v sezoně 1998/99. Jako asistent trenéra byl i v letech 2001-03 a 2007-08.

## Klubová statistika
| Sezóna        | Klub                 | Soutěž        |     | Základní část | Základní část | Základní část | Základní část | Základní část |    | Play off | Play off | Play off | Play off | Play off |
| Sezóna        | Klub                 | Soutěž        | Z   | G             | A             | B             | TM            | Z             | G  | A        | B        | TM       |          |          |
| 1969-70       | CSKA Moskva          | SSSR          | 14  | 2             | —             | —             | —             | —             | —  | —        | —        | —        |          |          |
| 1970-71       | CSKA Moskva          | SSSR          | 7   | 0             | 2             | 2             | —             | —             | —  | —        | —        | —        |          |          |
| 1970-71       | SKA MWO Kalinin      | 2.SSSR        | —   | 10            | —             | —             | —             | —             | —  | —        | —        | —        |          |          |
| 1971-72       | Křídla Sovětů Moskva | SSSR          | 32  | 5             | 13            | 18            | 30            | —             | —  | —        | —        | —        |          |          |
| 1972-73       | Křídla Sovětů Moskva | SSSR          | 30  | 7             | 11            | 18            | 22            | —             | —  | —        | —        | —        |          |          |
| 1973-74       | Křídla Sovětů Moskva | SSSR          | 32  | 22            | 8             | 30            | 12            | —             | —  | —        | —        | —        |          |          |
| 1974-75       | Křídla Sovětů Moskva | SSSR          | 36  | 19            | 18            | 37            | 28            | —             | —  | —        | —        | —        |          |          |
| 1975-76       | Křídla Sovětů Moskva | SSSR          | 36  | 16            | 14            | 30            | 29            | —             | —  | —        | —        | —        |          |          |
| 1976-77       | Křídla Sovětů Moskva | SSSR          | 35  | 10            | 15            | 25            | 47            | —             | —  | —        | —        | —        |          |          |
| 1977-78       | Křídla Sovětů Moskva | SSSR          | 35  | 19            | 29            | 48            | 24            | —             | —  | —        | —        | —        |          |          |
| 1978-79       | Křídla Sovětů Moskva | SSSR          | 43  | 18            | 30            | 48            | 67            | —             | —  | —        | —        | —        |          |          |
| 1979-80       | Křídla Sovětů Moskva | SSSR          | 44  | 14            | 28            | 42            | 44            | —             | —  | —        | —        | —        |          |          |
| 1980-81       | Křídla Sovětů Moskva | SSSR          | 36  | 17            | 21            | 38            | 32            | —             | —  | —        | —        | —        |          |          |
| 1981-82       | Křídla Sovětů Moskva | SSSR          | 42  | 14            | 16            | 30            | 52            | 15            | 11 | 11       | 22       | 22       |          |          |
| 1982-83       | Hamburger SV         | Bundesliga    | 36  | 41            | 39            | 80            | 78            | 10            | 21 | 16       | 37       | —        |          |          |
| 1983-84       | Křídla Sovětů Moskva | SSSR          | 21  | 10            | 8             | 18            | 18            | —             | —  | —        | —        | —        |          |          |
| 1984-85       | Křídla Sovětů Moskva | SSSR          | 30  | 8             | 11            | 19            | 42            | 20            | 12 | —        | —        | —        |          |          |
| Celkem v SSSR | Celkem v SSSR        | Celkem v SSSR | 473 | 181           | 224           | 403           | 447           | 35            | 23 | 11       | 34       | 22       |          |          |

## Reprezentace
| Rok                       | Tým                       | Soutěž                    | Z  | G  | A  | B  | TM |
| ------------------------- | ------------------------- | ------------------------- | -- | -- | -- | -- | -- |
| 1970                      | SSSR 19                   | MEJ                       | 5  | 4  | 0  | 4  | 6  |
| 1973                      | SSSR                      | MS                        | 3  | 2  | 2  | 4  | 0  |
| 1974                      | SSSR                      | MS                        | 10 | 3  | 3  | 6  | 6  |
| 1975                      | SSSR                      | MS                        | 5  | 0  | 4  | 4  | 0  |
| 1976                      | SSSR                      | KP                        | 4  | 0  | 0  | 0  | 0  |
| 1978                      | SSSR                      | MS                        | 9  | 0  | 1  | 1  | 0  |
| 1979                      | SSSR                      | MS                        | 7  | 2  | 2  | 4  | 14 |
| 1980                      | SSSR                      | OH                        | 7  | 3  | 5  | 8  | 4  |
| 1981                      | SSSR                      | MS                        | 1  | 0  | 0  | 0  | 0  |
| Seniorská kariéra celkově | Seniorská kariéra celkově | Seniorská kariéra celkově | 46 | 10 | 17 | 27 | 24 |